# El Carmen (Reforma)
El Carmen (El Limón) es una localidad del municipio de Reforma ubicado en el noroeste del estado mexicano de Chiapas.

## Geografía
La localidad de El Carmen (El Limón) se sitúa en las coordenadas geográficas 17°53′22″N 93°09′50″O / 17.889444, -93.163889, a una elevación de 31 metros sobre el nivel del mar.

## Demografía
Según el Conteo de Población y Vivienda 2020, efectuado por el Instituto Nacional de Estadística y Geografía, la localidad de El Carmen (El Limón) tiene 2,290 habitantes, de los cuales 1,139 son del sexo masculino y 1,151 del sexo femenino. Su tasa de fecundidad es de 2.38 hijos por mujer y tiene 605 viviendas particulares habitadas.
| Gráfica de evolución demográfica de El Carmen (El Limón) entre 1940 y 2020 |
|                                                                            |
| INEGI.                                                                     |